# رالف ريتشاردسون (سياسي)
رالف ريتشاردسون (بالإنجليزية: Ralph Richardson)‏ هو سياسي نيوزلندي، ولد في 1812، وتوفي في 1897.